# 안도라 올림픽 위원회
안도라 올림픽 위원회(카탈루냐어: Comitè Olímpic Andorrà)는 안도라의 국가 올림픽 위원회이다. IOC 코드는 AND이다. 본부는 안도라라벨랴에 있으며 유럽 올림픽 위원회에 소속되어 있다.
1971년에 설립되었으며 1975년에 국제 올림픽 위원회의 승인을 받았다. 20개 국가 하계 올림픽 종목 연맹과 3개 국가 동계 올림픽 종목 연맹, 6개 국가 비올림픽 종목 연맹이 소속되어 있으며 안도라의 스포츠 발전을 담당한다. 또한 올림픽, 유러피언 게임, 유럽 소국 경기 대회를 비롯한 국제 스포츠 대회에 참가하는 안도라의 선수들을 대표한다.

## 같이 보기
- 올림픽 안도라 선수단